# Alpirsbach

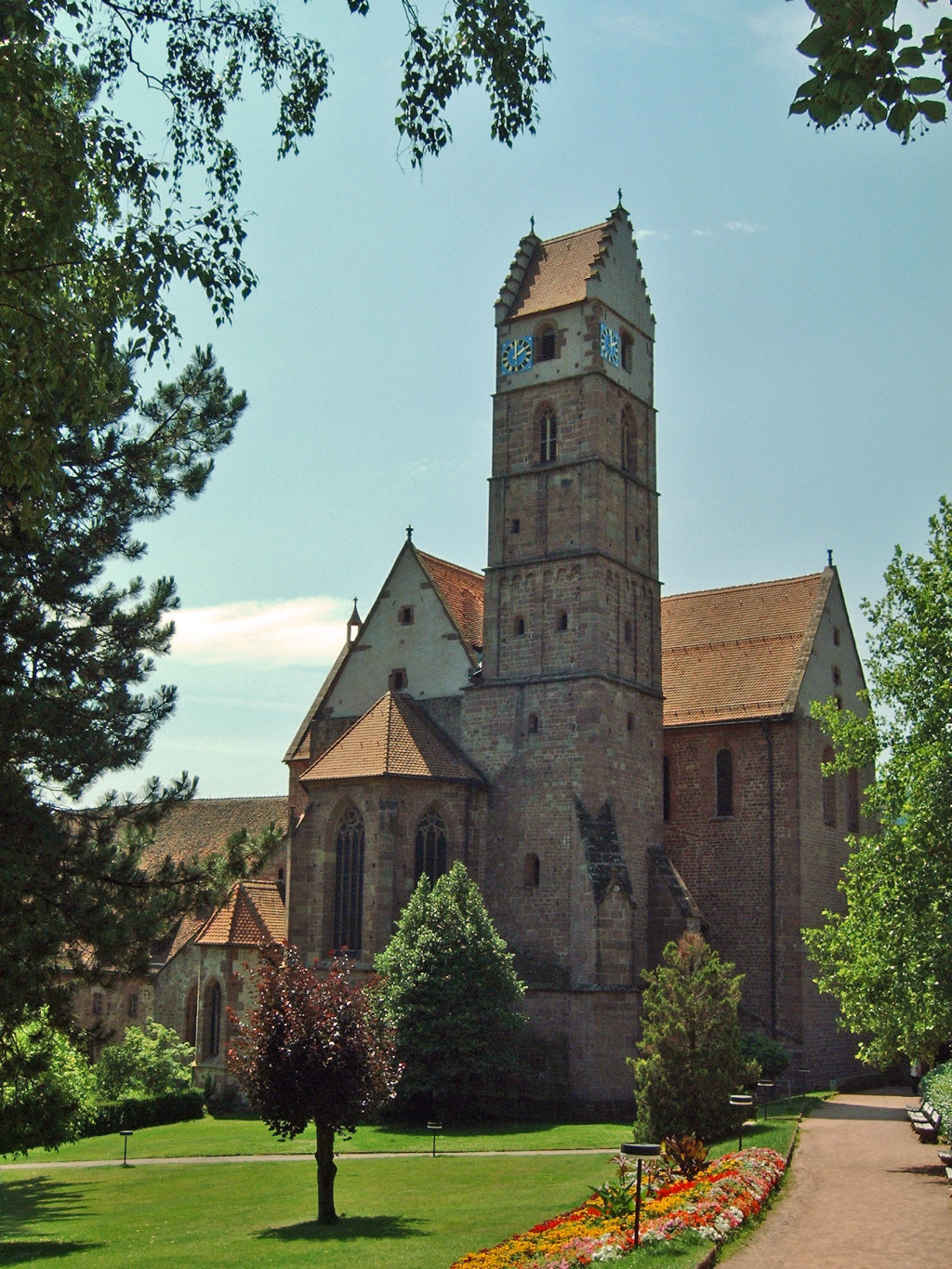
Klasztor

Alpirsbach – miasto w Niemczech, w kraju związkowym Badenia-Wirtembergia, w rejencji Karlsruhe, w regionie Nordschwarzwald, w powiecie Freudenstadt. Leży w Schwarzwaldzie, nad rzeką Kinzig, ok. 13 km na południe od Freudenstadt, przy drodze krajowej B294.